# Гастауэр, Бен
Бен Гастауэр (люкс. Ben Gastauer; род. 14 ноября 1987, Дюделанж, Люксембург) — люксембургский профессиональный шоссейный велогонщик, выступающий c 2010 года за команду «AG2R Citroën».

## Достижения
2005
- 1-й  — Чемпион Люксембурга в индивидуальной гонке среди юниоров
- 2-й на Classique des Alpes (юниоры)

2006
- 1-й  — Чемпион Люксембурга в групповой гонке (U-23)
- 3-й на Чемпионате Люксембурга в индивидуальной гонке (U-23)

2007
- 1-й  — Чемпион Люксембурга в групповой гонке (U-23)
- 2-й на Чемпионате Люксембурга в индивидуальной гонке (U-23)

2008
- 1-й  — Чемпион Люксембурга в индивидуальной гонке (U-23)
- 1-й на Ruota d'Oro

2009
- 1-й  — Чемпион Люксембурга в индивидуальной гонке (U-23)
- 1-й  — Чемпион Люксембурга в групповой гонке (U-23)
- 1-й  на Tour des Pays de Savoie — ГК
  - 1-й на этапе 1
- 2-й на Flèche du Sud — ГК
- 9-й на Giro del Mendrisiotto — ГК

2010
- 3-й на Чемпионате Люксембурга в групповой гонке
- 6-й на Париж-Коррез — ГК

2012
- 1-й  на Чемпионате Люксембурга в индивидуальной гонке
- 2-й на Чемпионате Люксембурга в групповой гонке

2013
- 3-й на Чемпионате Люксембурга в индивидуальной гонке

2014
- 2-й на Чемпионате Люксембурга в групповой гонке
- 4-й на Чемпионате Люксембурга в индивидуальной гонке
- 1-й га Criterium Luxembourg

2015
- 1-й  на Тур дю От-Вар — ГК
  - 1-й на этапе 1
- 2-й на Чемпионате Люксембурга в групповой гонке
- 4-й на Чемпионате Люксембурга в индивидуальной гонке

2016
- 1-й  на Тур дю От-Вар — ГрК
- 3-й на Чемпионате Люксембурга в групповой гонке

2017
- 3-й на Чемпионате Люксембурга в групповой гонке
- 4-й на Чемпионате Люксембурга в индивидуальной гонке

| ГК  | Генеральная классификация |
| ГрК | Горная классификация      |

### Гранд-туры
| Гонка           | 2011 | 2012 | 2013 | 2014 | 2015 | 2016 | 2017 | 2018 | 2019 |
| --------------- | ---- | ---- | ---- | ---- | ---- | ---- | ---- | ---- | ---- |
| Джиро д'Италия  | 88   | 67   | 51   | —    | —    | —    | 29   | —    | 79   |
| Тур де Франс    | —    | —    | —    | 21   | НФ   | 61   | 37   | —    | —    |
| Вуэльта Испании | —    | 81   | 65   | —    | —    | —    | —    | 36   | —    |

| —  | Не участвовал  |
| НФ | Не финишировал |